# Свехлик, Пол
Пол Джозеф Томас Свехлик (англ. Paul Joseph Thomas Svehlik, 15 апреля 1947) — британский хоккеист (хоккей на траве), защитник.

## Биография
Пол Свехлик родился 15 апреля 1947 года. 
Учился в колледже Фитцуильям Кембриджского университета.
Играл в хоккей на траве за «Бекенхэм».
В 1972 году вошёл в состав сборной Великобритании по хоккею на траве на Олимпийских играх в Мюнхене, занявшей 6-е место. Играл на позиции защитника, провёл 9 матчей, забил 5 мячей (два в ворота сборной Испании, по одному — Мексике, Австралии и Нидерландам).